# Antonio Montauti
Antonio Montauti (14 de noviembre de 1683 - 1746) fue un escultor italiano activo en Florencia y Roma. Destacó tanto por sus estatuas y bustos como por sus bronces y medallas de menor tamaño.

## Biografía

### Primeros años de vida
Nacido en Florencia en 1685, fue alumno de Giuseppe Piamontini. Inicialmente empezó como medallista; siendo una de sus primeras medallas elaboradas para celebrar la visita del rey Federico IV de Dinamarca a Florencia en 1708. En el anverso hay un retrato del rey; en el reverso, una vista de la ciudad con un dios del río reclinado personificando el Río Arno. Otra medalla es del conde Lorenzo Magalotti, fechada en 1712 (Londres, Museo Británico) que tiene a Apolo en el reverso, cuyo exagerado balanceo de caderas se refleja en dos bronces pequeños posteriores (Palacio Corsini, Roma). También hay dos medallas del gran duque Juan Gastón de Médici (antes de 1723 y 1731; ambas Florencia, Bargello).

### Carrera
A mediados de la década de 1710, Montauti comenzó como escultor. Hacia 1715, talló dos relieves de San Felipe Neri, que representan su éxtasis y la distribución del pan para la iglesia de San Firenze en Florencia. En 1721, un Ganimedes supuestamente perdido y otros cuatro mármoles para John Molesworth fueron descritos como sus «primeras obras». Sin embargo, "Ganímedes y el Águila" y una estatua de Hebe, que se afirma que fueron obra de Montauti y "probablemente encargadas por el Honorable John Molesworth", aparecieron recientemente en la casa de subastas Christie's, descritas como "propiedad de una dama" y adquiridas originalmente por Thomas Parker, primer conde de Macclesfield, alrededor de 1723-25, y conservadas desde entonces en su histórica propiedad recientemente restaurada, el Castillo de Shirburn, hasta hace poco, cuando se vendieron por 79.250 libras cada una en 2009. En 1726, realizó una gran estatua de mármol de Santa María Magdalena de Pazzi para el claustro de San Frediano en Cestello.
Las cuidadosas caracterizaciones de Montauti en las medallas de retrato se ven también en sus bustos de mármol. Uno del ya mencionado Juan Gastón de Medici (c. 1724; Florencia, Hospital de Santa Maria Nuova), enfatiza los rasgos feos de la nariz grande, los labios fruncidos y el mentón prominente mediante un tratamiento esquemático de la peluca.
Los bronces pequeños también formaron una parte importante de la obra de Montauti. Su obra maestra, El regreso del hijo pródigo, firmada y fechada en 1724 (altura 631 mm; Instituto de Artes de Detroit), es uno de los 12 grupos de bronce realizados para la electora palatina Ana María Luisa de Médici. El hijo pródigo es un buen ejemplo del nuevo tratamiento dramático de los grupos pictóricos que estaba surgiendo en Florencia en la década de 1720. Una segunda versión del grupo (altura 650 mm) se encuentra en el Museo Nacional de Cardiff. Montauti no parece haber realizado estatuas de mármol de tamaño natural antes de mediados de la década de 1720. En Florencia, sus ejemplos más resaltantes son Inocencia y Religión en la Cappella Maggiore de Santa Maria Maddalena de Pazzi. Los animados pliegues de sus drapeados describen la forma que hay debajo; la de la inocencia forma una curva fuerte y serpenteante.
Montauti recibió el encargo de completar esta serie de Virtudes Cardinales con la Fe y la Penitencia en el lado opuesto. Sin embargo, estas fueron ejecutadas posteriormente por Innocenzo Spinazzi. También también contribuyó con estatuas a la basílica de Mafra en Portugal, para la que talló a San Pedro y San Pablo en 1732. El ropaje de San Pedro aún revela la figura subyacente, mientras que los gruesos pliegues del ropaje de San Pablo sobre las caderas anticipan las obras romanas de Montauti.

### Roma
En 1733, Montauti fue llamado a Roma por el cardenal Alamanno Salviati, para quien posiblemente realizó la segunda versión de El hijo pródigo. Desafortunadamente, el contenido del estudio florentino de Montauti se perdió, al naufragar durante la mudanza. Sus principales encargos romanos fueron San Benito (1735), una de la serie de estatuas gigantescas de los fundadores de órdenes religiosas en la Basílica de San Pedro; y la Piedad de tamaño natural para la cripta de la Capilla Corsini en la Archibasílica de San Juan de Letrán, terminada antes de 1736, recuerda al bajorrelieve de mármol del mismo tema tallado por Agostino Cornacchini para la capilla de la cripta en la Basílica de Superga, Turín.
Las obras posteriores de Montauti se caracterizan por una nueva monumentalidad romana, con poses más clásicas, drapeados amplios y rostros expresivos. En la Piedad, la expresión del rostro de la Virgen recuerda a las figuras femeninas extáticas de Bernini, y los Instrumentos de la Pasión se ven compensados por pesados drapeados en cascada. En 1735, el papa Clemente XII nombró a Montauti arquitecto de San Pedro (aunque no hay constancia de que trabajara como tal); tras esto, parece haber perdido el interés por su carrera como escultor y se retiró de la vida artística.

## Obras
- Retrato grabado de Orazio Ricasoli Rucellai.
- Alegoría de la Religión (en la capilla mayor de la iglesia de Santa María Magdalena de Pazzi, Florencia.
- El regreso del hijo pródigo, Instituto de Artes de Detroit.
- El triunfo de Neptuno y Europa, Museos de Arte de la Universidad de Harvard, Massachusetts.
- Piedad (c. 1734), Archibasílica de San Juan de Letrán, Roma.

## Galería

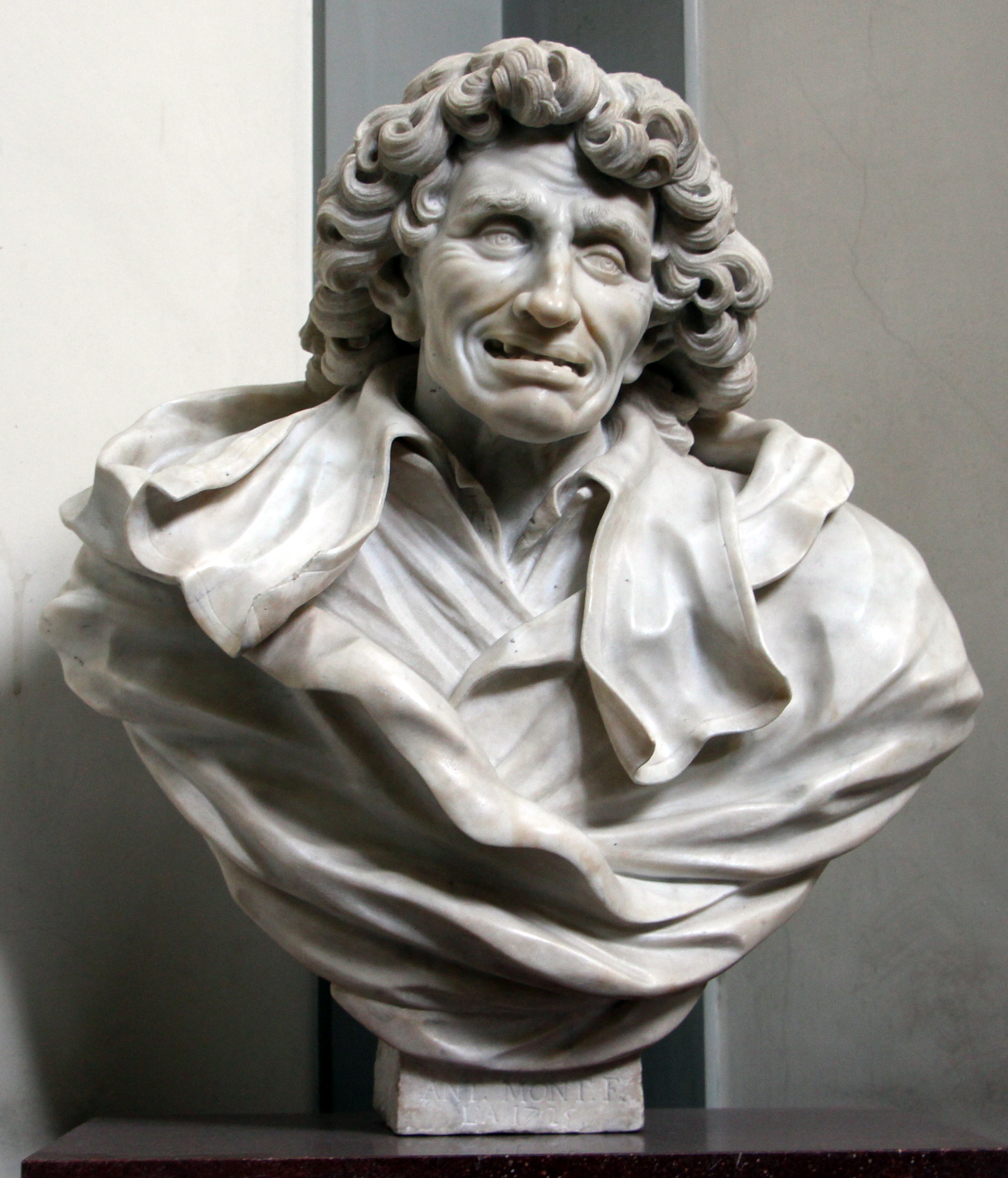
Busto de Antonio Magliabechi
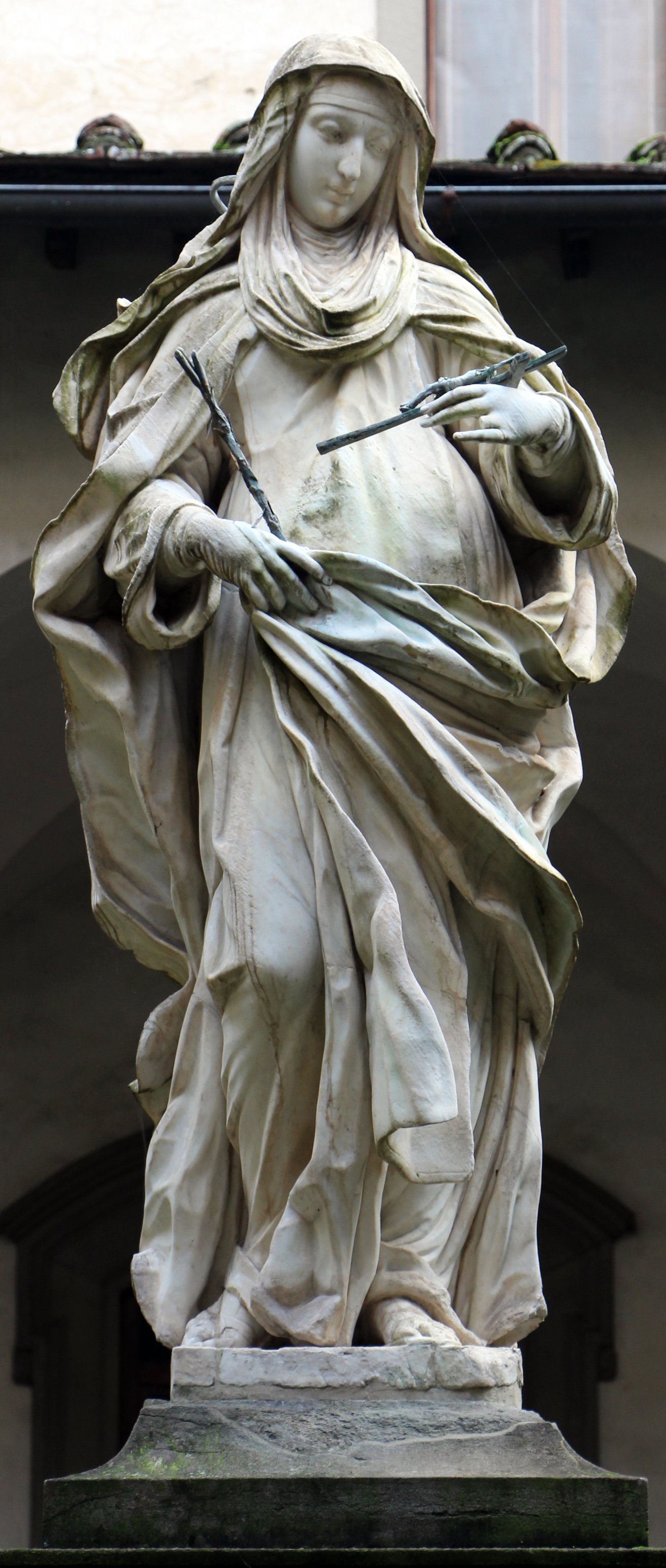
Santa María Magdalena del Pazzi
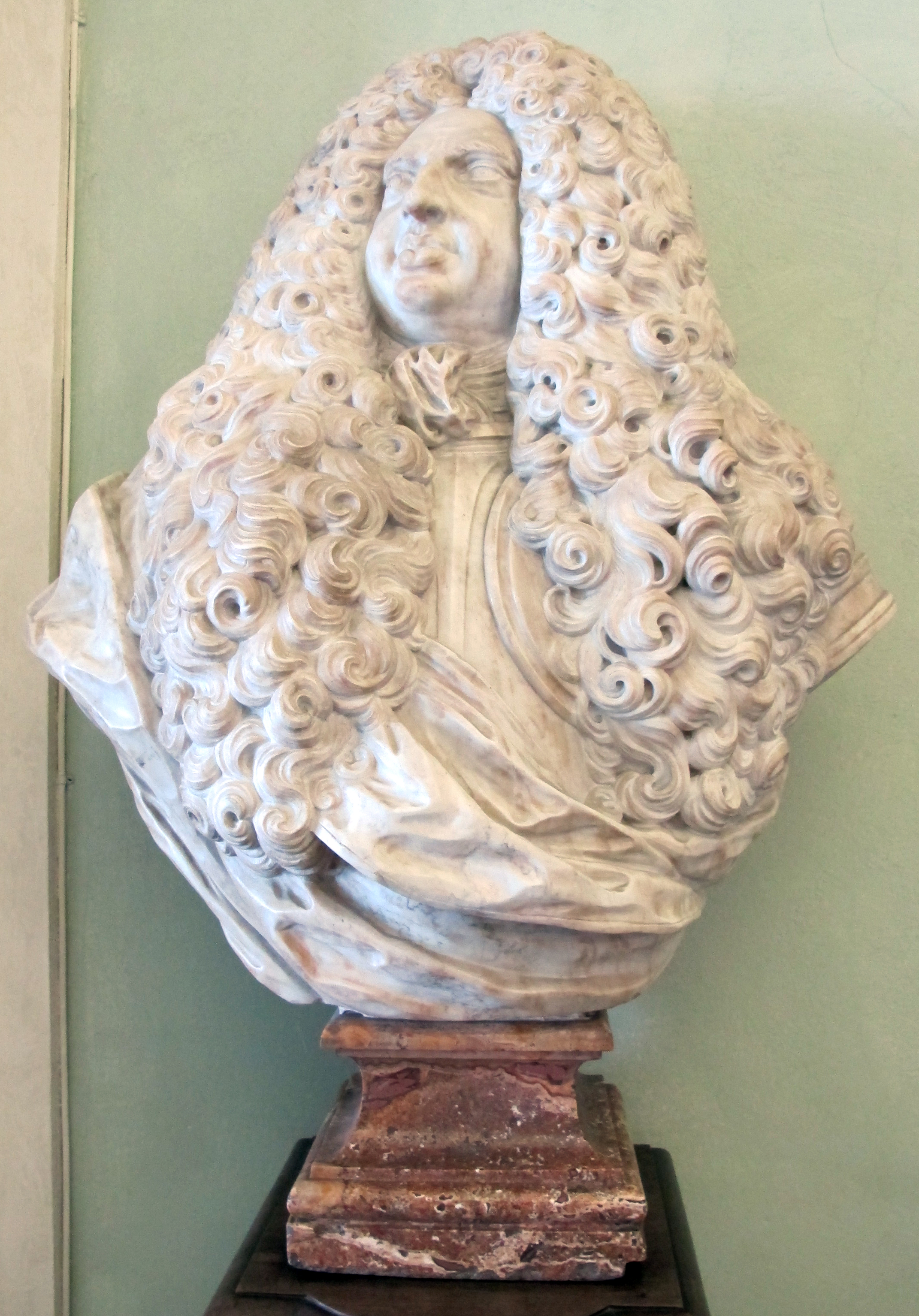
Busto de Juan Gastón de Medici
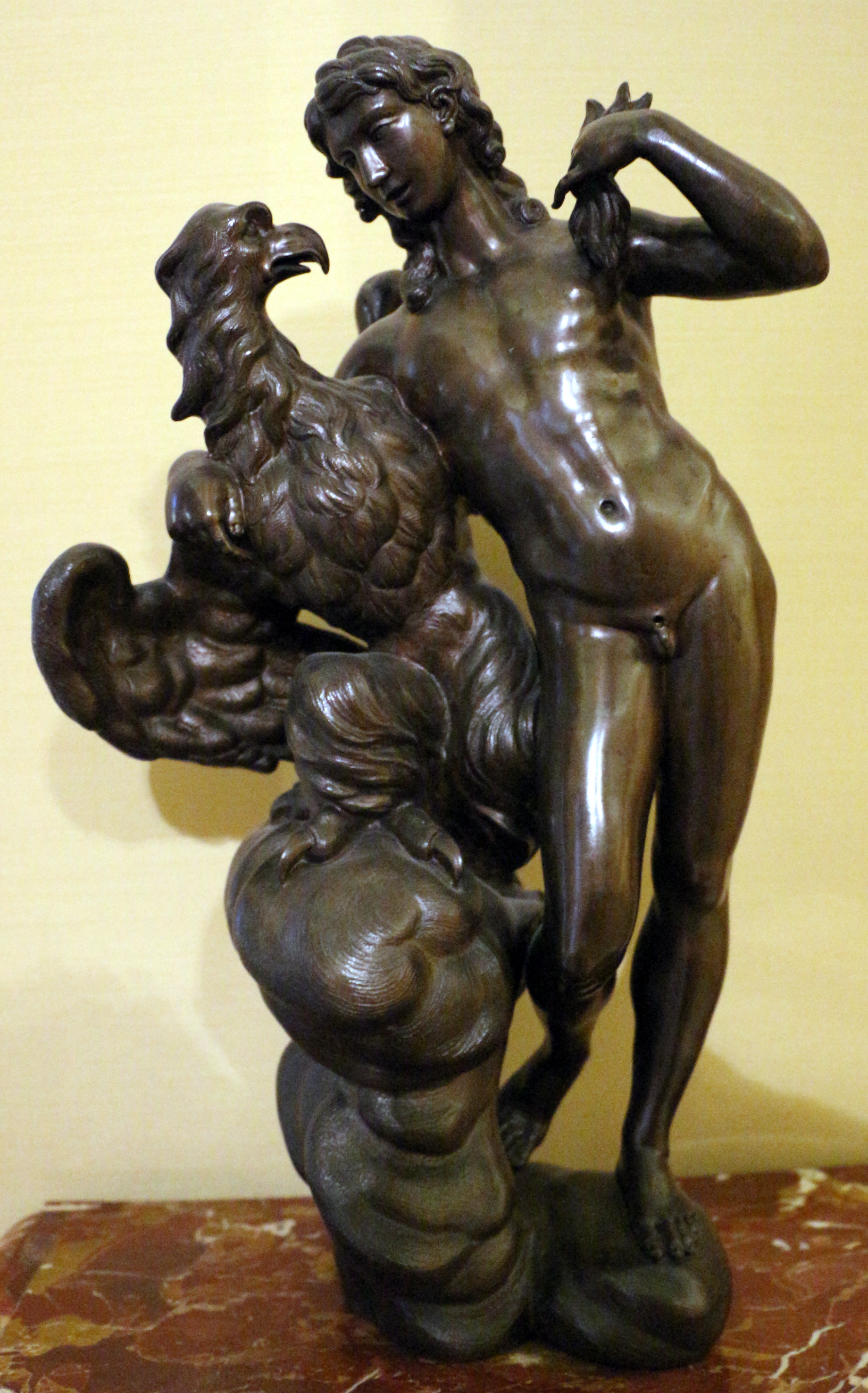
Ganimedes y el Águila
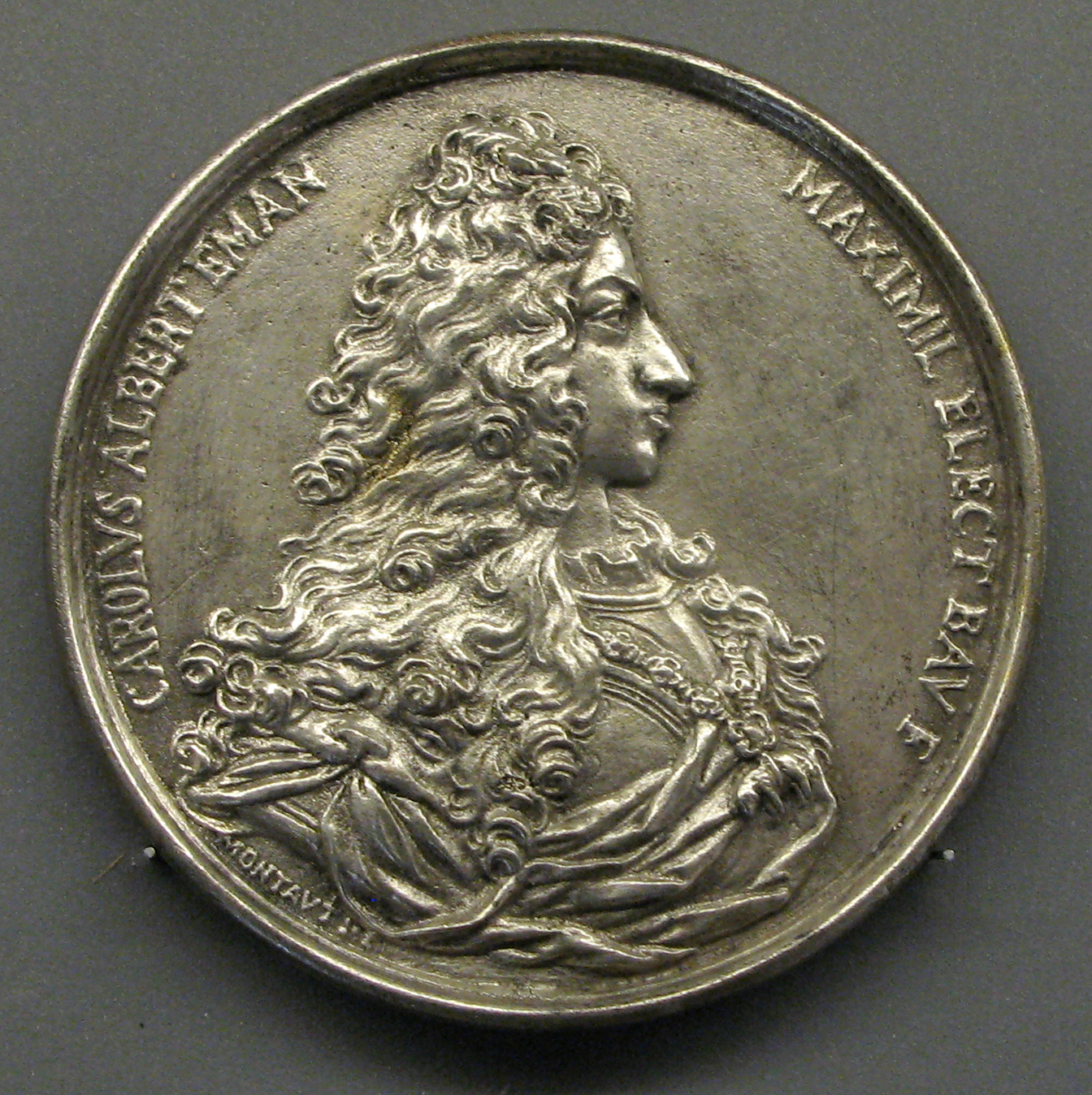
Carlos VII, emperador del Sacro Imperio Romano Germánico